# Ą

Ą (minuskule ą) (litevsky a nosinė, polsky a z ogonkiem, kašubsky a z blewiązką, latinsky a caudata, švédsky svansförsett a), je písmeno latinky. Vyskytuje se v polštině, kašubštině, litevštině, v dalších jazycích, jako je například Creekština (ze skupiny jazyků Muskogí v makro-algonkinském kmeni), Navažština, Západní apačština, Čirikavština, Meskalero-čirikavština, Hocąkština, Gwich'inština, Tutčonština a Elvdalština. Obvykle se používá jako nosovka, v litevštině již jen jako historický grafický příznak, podobně jako v češtině ú versus ů, v litevštině se někdy vyslovuje jako poněkud delší než "a". V litevštině se může ą vyskytovat také na začátku slova (například ąžuolas – dub), na rozdíl od například polštiny, kašubštiny a dalších jazyků, ve kterých se na začátku slova vyskytovat nemůže.

## Použití v Unikódu
| HTML  | Klávesa Alt | Unicode |
| ----- | ----------- | ------- |
| &#260 | Alt + 164   | $0104   |
|       |             |         |

| HTML  | Klávesa Alt | Unicode |
| ----- | ----------- | ------- |
| &#261 | Alt + 165   | $0105   |
|       |             |         |